# Benoît Peschier
Benoît Peschier (* 21. Mai 1980 in Guilherand-Granges) ist ein französischer Kanute, der im Kanuslalom antritt.
2002 gewann Peschier mit der Mannschaft die Bronzemedaille bei der Weltmeisterschaft. Bei den Olympischen Sommerspielen von Athen 2004 holte Peschier mit 187,96 Punkten die Goldmedaille im Einer-Kajak (K1) der Männer vor dem Briten Campbell Walsh.
Benoît Peschier ist der Sohn von Claude Peschier, der in den 1960er Jahren zur Weltklasse gehörte und 1969 Einzelweltmeister wurde.